# 117572 Hutsebaut
117572 Hutsebaut è un asteroide della fascia principale. Scoperto nel 2005, presenta un'orbita caratterizzata da un semiasse maggiore pari a 3,2060483 UA e da un'eccentricità di 0,1857583, inclinata di 27,44843° rispetto all'eclittica.
L'asteroide è dedicato all'astronomo amatoriale belga Robert Hutsebaut.